# Ivo Trumbić
Ivo Trumbić (Split, 2 april 1935 - Zagreb, 12 maart 2021) was een Kroatisch waterpolospeler en -trainer.
Ivo Trumbić nam als waterpoloër tweemaal deel aan de Olympische Spelen van 1964 en 1968. Hij eindigde met het Joegoslavisch team op de tweede en eerste plaats.
Als trainer/coach is Trumbić door de KNZB naar Nederland gehaald. Hier veroverde hij met het Nederlands mannenteam een bronzen medaille op de Olympische Spelen van 1976. Vier jaar later in 1980 eindigde Nederland op de zesde plaats. Trumbic bleef na bondscoach geweest te zijn lange tijd actief in Nederland voor AZ&PC uit Amersfoort.
Ivo Trumbić is tevens de auteur van het boek Waterpolo, een veel gebruikt boek voor de opleiding van nieuwe waterpolotrainers.
Ozren Bonačić · 
Zoran Janković · 
Milan Muskatirović · 
Ante Nardeli · 
Frane Nonković · 
Vinko Rosić · 
Mirko Sandić · 
Zlatko Simenc · 
Bozidar Staničić · 
Karlo Stipanić · 
Ivo Trumbić
Ozren Bonačić · 
Dejan Dabović · 
Zdravko Hebel · 
Zoran Janković · 
Ronald Lopatni · 
Uroš Marović · 
Đorđe Perišić · 
Miroslav Poljak · 
Mirko Sandić · 
Karlo Stipanić · 
Ivo Trumbić
Alex Boegschoten · 
Ton Buunk · 
Andy Hoepelman · 
Evert Kroon · 
Nico Landeweerd · 
Hans Smits · 
Gijze Stroboer · 
Rik Toonen · 
Jan Evert Veer · 
Hans van Zeeland · 
Piet de Zwarte · 
Ivo Trumbić (Bondscoach)
Stan van Belkum · 
Wouly de Bie · 
Ton Buunk · 
Jan Jaap Korevaar · 
Nico Landeweerd · 
Aad van Mil · 
Ruud Misdorp · 
Dick Nieuwenhuizen · 
Eric Noordegraaf · 
Jan Evert Veer · 
Hans van Zeeland · 
 Ivo Trumbić (Bondscoach)
- International Standard Name Identifier: 0000 0003 9037 514X
- Nederlandse Thesaurus van Auteursnamen: 069353573
- Virtual International Authority File: 283930887
- WorldCat: E39PBJjHjrJDbXXvjfRP8pBkjC